# Герб Повуа-де-Варзіна
Ге́рб По́вуа-де-Варзі́на — офіційний символ міста Повуа-де-Варзін, Португалія. Використовується як територіальний герб. У синьому щиті золотий вузлуватий хрест, який закінчується срібним якорем. На вершині хреста золоте кільце, через яке проходить золотий розарій. Він спадає по обидва боки від хреста, огортаючи роги якоря і перев'язуючи основу самого хреста. У главі щита золоте сонце праворуч і срібний півмісяць ліворуч, рогами до центру. Щит увінчує срібна мурована міська корона з п'ятьма вежами.  Під щитом біла стрічка, на якій великими літерами напис португальською: «Póvoa de Varzim» (Повуа-де-Варзіна).  Офіційно затверджений 27 серпня 1986 року. Створений на основі попереднього містечкового герба, ухваленого 17 жовтня 1958 року. 

## Галерея

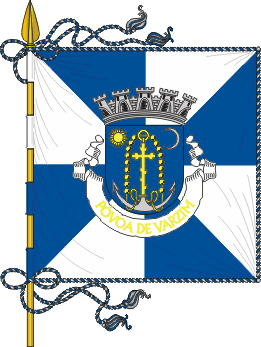
Прапор
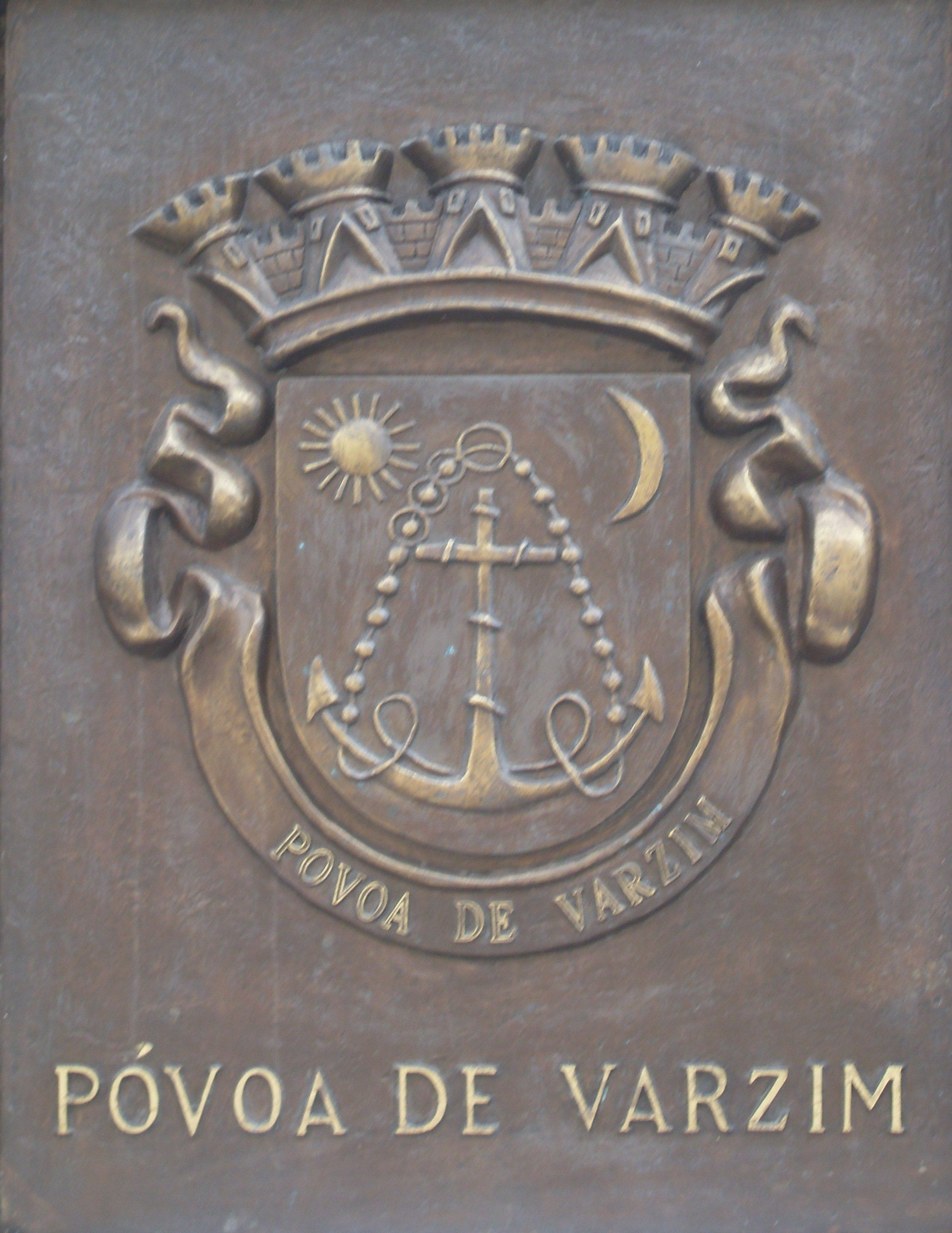
Герб (2001)
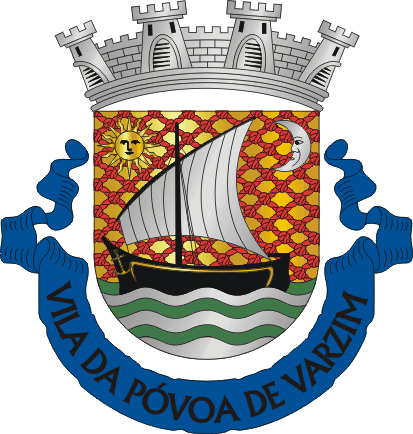
Герб містечка (1958)
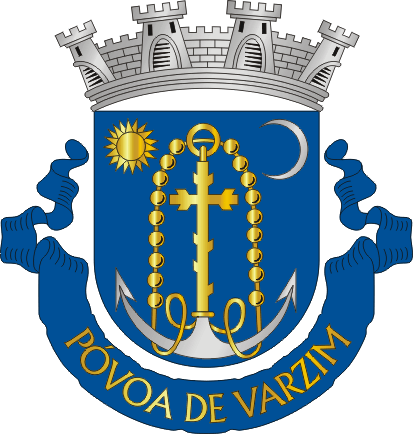
Герб містечка (1939)